# Hella Moja
Hella Moja, nata Helene Morawski o Helene Schwerdtfeger (18 gennaio 1896 – Kiel, dicembre 1951), è stata un'attrice, produttrice cinematografica e sceneggiatrice tedesca del cinema muto.

## Biografia
Rimasta orfana molto giovane, Hella Moja cominciò a lavorare come traduttrice e scrittrice. Dopo aver preso lezioni di recitazione da Emmanuel Reicher e Frida Richard, debuttò nel 1913 al Lessingtheater di Berlino, dove restò in compagnia i seguenti due anni. Nel 1914, iniziò a lavorare anche per il cinema e, negli anni della guerra, diventò una delle attrici più note del cinema tedesco.
Nel 1918, creò una propria compagnia di produzione, la Hella Moja Filmgesellschaft e, dalla metà degli anni venti, si concentrò sul suo lavoro di sceneggiatrice. Quando i nazisti salirono al governo, l'attrice ebbe dei problemi perché non poteva dimostrare la propria ascendenza ariana. Nel 1934, cambiò il proprio nome in quello di Helka Moroff. Dal 1942 al 1951, con il nome di Hella Sewa, lavorò come suggeritrice allo Stadttheater di Kiel.
L'ex attrice, un tempo famosa, si suicidò nel 1951.

## Filmografia

### Attrice
- Die weiße Rose, regia di Franz Hofer (1915)
- Streichhölzer, kauft Streichhölzer!, regia di Alwin Neuß (1916)
- Der Weg der Tränen, regia di Alwin Neuß (1916)
- Magda e i suoi fantocci (Komtesse Hella), regia di Alwin Neuß (1916)
- L'ultima danza di Tatiana (Das verwunschene Schloß), regia di Otto Rippert (1918)
- Figaros Hochzeit, regia di Max Mack (1920)
- Schatten einer Stunde , regia di Otto Rippert (1920)
- So ein Mädel, regia di Urban Gad (1920)
- Gräfin Walewska, regia di Otto Rippert (1920)
- Die Tänzerin von Tanagra, regia di Heinz Paul (1920)
- Der Vampyr, regia di Fred Stranz (1920)
- Der Abgrund der Seelen, regia di Urban Gad (1920)
- Mein Mann - Der Nachtredakteur, regia di Urban Gad (1921)
- Glasprinzessin , regia di Fritz Richard (1921)
- Settecento d'oro (Die Abenteuer der schönen Dorette), regia di Otto Rippert (1921)
- Felicitas Grolandin, regia di Rudolf Biebrach (1923)
- U 9 Weddigen, regia di Heinz Paul (1927)

### Produttrice
- So ein Mädel, regia di Urban Gad (1920)
- Felicitas Grolandin, regia di Rudolf Biebrach (1923)

### Sceneggiatrice
- So ein Mädel, regia di Urban Gad (1920)
- Der falsche Prinz, regia di Heinz Paul (1927)
- Die andere Seite, regia di Heinz Paul (1931)